# Shaun Baker

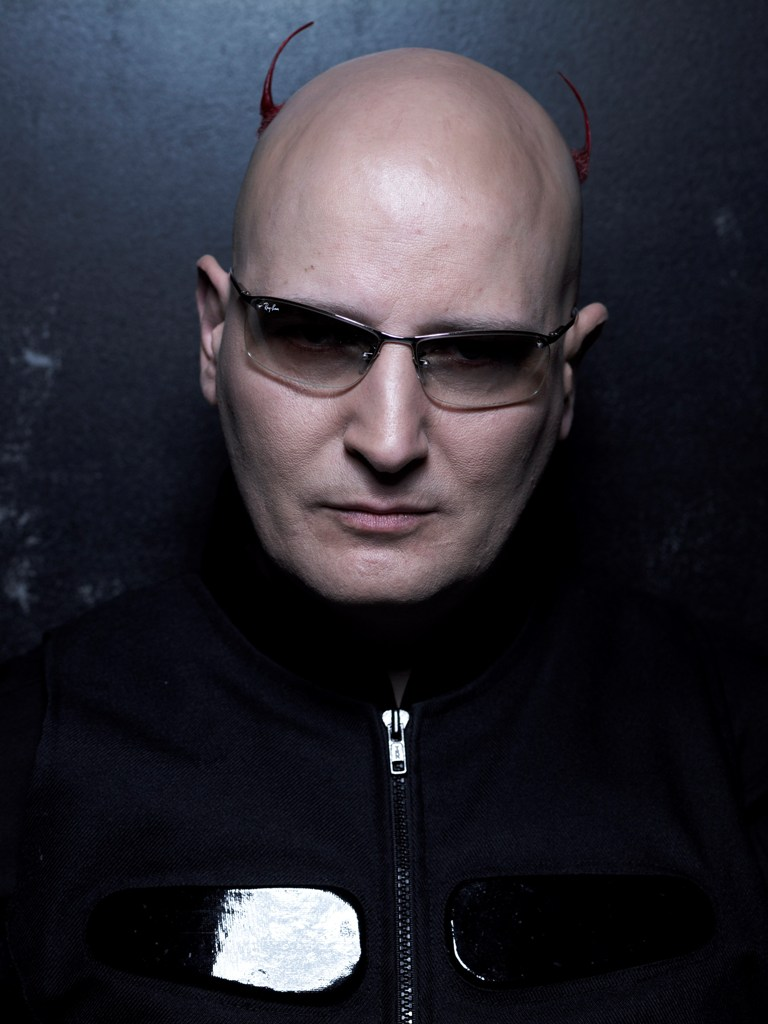
Shaun Baker (2006)

Shaun Baker ist ein DJ aus Nordengland, der sich Mitte der 1980er Jahre in Deutschland niederließ und seit 1986 in Clubs auflegt.

## Karriere

### Musikalische Anfänge & Erste Erfolge
Seine Karriere begann er als DJ in kleineren Clubs. Shaun Baker war in den Jahren 1998–2000 Resident-DJ in der damaligen Großraumdiscothek A30 in Ibbenbüren.
Er wurde sehr schnell bekannt und begann früh auch eigene Songs zu schreiben durch welche er weltweit bekannt wurde. Mit der Zeit legt er unter anderem regelmäßig in Clubs, verstreut in Deutschland, Österreich, der Schweiz, Frankreich, Großbritannien, Polen und den Niederlanden auf.
Den Durchbruch schaffte er im Jahr 2002 mit dem Clubhit Explode, der in einer Version des Projekts Jordan & Baker in den deutschen Verkaufscharts vertreten war. Komponiert und produziert wurde Explode von DJ Bonito (heute ein Teil von Darius & Finlay) und Claudio Macalvo in einem Tonstudio in Österreich. Explode erreichte Platz 61 in den deutschen Single-Charts.

### 2005: Musikalischer Durchbruch
Seit 2005 arbeitet er fest mit Sebastian Wolter als Produzenten zusammen. Mit ihm hatte er seinen bis dahin größten Erfolg, Xplode 2, welches in fast allen Dance-Jahrescharts 2005 auf Platz eins war und in den Verkaufscharts die Top 40 erreichte. Im Sommer 2006 erschien die Single Bakerman, ein Cover des Laid-Back-Klassikers. Dafür wurde das Original-Musikvideo von 1989 neu aufgearbeitet, das Laid Back bei einem Fallschirmsprung ihre Instrumente spielend zeigt. Regisseur des Videos ist Lars von Trier. Bakerman schaffte es wieder, sämtliche Dance-Charts anzuführen und erreichte in den deutschen Verkaufscharts Platz 39.
Die nächste Single V.I.P. erschien im Februar 2007 und war in sämtlichen deutschen Download-Charts in den Top 30. In Polen und Tschechien war V.I.P. für viele Wochen Platz 1 der Verkaufs- und Radio-Charts und führte in beiden Ländern die Jahrescharts 2007 an. Im selben Jahr gründete er mit seinem Produzenten Sebastian Wolter das Label Uptunes, welches sich laut Homepage auf Dance-Musik spezialisiert hat. Auf Uptunes erschien im Oktober 2007 dann auch die nächste Shaun-Baker-Veröffentlichung Power, mit der er nach eigenen Angaben die große Nachfrage nach einer Gesangsversion seines von ihm geprägten Xplode-Stils Rechnung tragen wollte. Power war in verschiedenen Dance-Charts in Deutschland Platz 1 und führte lange die deutschen Download-Charts im Bereich Dance an. Laut Uptunes bereitet er gerade das nächste Album vor, das zunächst in Polen und Tschechien erscheinen wird und später weltweit.

### 2008: Nummer-eins mit Hey Hi Hello
Die nächste Single hieß Hey Hi Hello und war das Follow Up zu V.I.P. Zu Hey Hi Hello hat der Hamburger DJ und Produzent Alex Christensen einen Remix beigetragen. Hey Hi Hello gewann das renommierte Sopot Hit Festival in Polen und war danach sechs Wochen lang auf Platz 1 der polnischen Radio- und Verkaufscharts. In Tschechien erreichte Hey Hi Hello ebenfalls Platz 1. Es folgte das Album 1, welches in den ersten Wochen nach Veröffentlichung bereits in beiden Ländern Gold-Status bekam. Auf dem Album befindet sich auch das Lied Could You, Would You, Should You, welches in Deutschland am 28. November 2008 unter Maloy erschienen ist. Es basiert auf der ursprünglich instrumentalen Filmmusik des Komponisten Karel Svoboda aus dem Deutsch-Tschechischen Märchenfilm Drei Haselnüsse für Aschenbrödel.
2009 erschien die Single Sunshine 2009. Es ist ein Remake des 2000er Hits Sunshine, der Dance Nation. Auch diese Single konnte wieder hoch in den Dance-Charts einsteigen und erreichte auch die deutschen Single-Charts. In Österreich, der Schweiz oder ähnlichen Ländern konnte der Remix keine Platzierungen erreichen.
Ende April 2010 wurde dann Zeigt Mir 10 (Explode 3) veröffentlicht. Ein erneutes Remake des klassischen „Explode-Themas“. Allerdings ist dies die erste Vocal-Version. Diesmal wirkten der Darius & Finlay und Danzel bei der englischen Version bzw. die Seaside Clubbers bei der deutschen Version mit. Auch dieser Song war in den Verkaufscharts zu finden, außerdem war er einer der offiziellen WM-Endspiel Songs.

### 2013: Projekt – DF&S
Im Mai 2013 setzten gemeinsam mit Darius & Finlay sie das Projekt DF&S in Gang. Der Titel DF&S setzt sich aus den Namen Darius, Finlay & Shaun Baker zusammen. Die erste Single des Projekts heißt Bang Bang (Explode), die sie mit der Sängerin Ceresia und dem Rapper Ron Carrol aufnahmen. Dies ist der mittlerweile vierte Teil der „Explode-Veröffentlichungen“. Bereits nach wenigen Stunden konnte der Titel bis in die Top-40 der deutschen iTunes-Charts steigen. Auch ein Eintritt in die offiziellen Single-Charts gelang.
Noch im gleichen Jahr erschien mit Exploding Rhythm eine weitere Vocal-Version des Liedes Explode. Hierbei wirkte Sänger und Rapper Yan Dollar. Im Folgejahr veröffentlichte Baker in Zusammenarbeit mit Mike Candys und Evelyn das Lied Heaven & Hell, dessen Synthes und Melodie ebenfalls auf Explode basieren.

## Diskografie

### Alben
- 2003: The Works Pt. 01
- 2007: 1

### Singles als Leadmusiker
| Jahr | Titel Album                        | Höchstplatzierung, Gesamtwochen, AuszeichnungChartplatzierungen (Jahr, Titel, Album, Platzierungen, Wochen, Auszeichnungen, Anmerkungen) | Höchstplatzierung, Gesamtwochen, AuszeichnungChartplatzierungen (Jahr, Titel, Album, Platzierungen, Wochen, Auszeichnungen, Anmerkungen) | Höchstplatzierung, Gesamtwochen, AuszeichnungChartplatzierungen (Jahr, Titel, Album, Platzierungen, Wochen, Auszeichnungen, Anmerkungen) | Höchstplatzierung, Gesamtwochen, AuszeichnungChartplatzierungen (Jahr, Titel, Album, Platzierungen, Wochen, Auszeichnungen, Anmerkungen) | Höchstplatzierung, Gesamtwochen, AuszeichnungChartplatzierungen (Jahr, Titel, Album, Platzierungen, Wochen, Auszeichnungen, Anmerkungen) | Anmerkungen                          |
| Jahr | Titel Album                        | DE | AT | CH | CZ | SK | Anmerkungen                          |
| ---- | ---------------------------------- | --- | --- | --- | --- | --- | ------------------------------------ |
| 2003 | Explode The Works Pt. 01           | DE78 (4 Wo.)DE | — | — | — | — | als Jordan & Baker                   |
| 2005 | Xplode 2 1                         | DE47 (8 Wo.)DE | — | — | — | — |                                      |
| 2006 | Push! 1                            | DE77 (3 Wo.)DE | — | — | — | — |                                      |
| 2006 | Bakerman                           | DE39 (9 Wo.)DE | AT44 (4 Wo.)AT | CH90 (2 Wo.)CH | CZ23 (14 Wo.)CZ | SK74 (5 Wo.)SK | feat. Laid Back                      |
| 2007 | V.I.P. 1                           | — | — | — | CZ2 (97 Wo.)CZ | SK21 (49 Wo.)SK | feat. MaLoY                          |
| 2008 | Hey Hi Hello 1                     | — | — | — | CZ1 (77 Wo.)CZ | SK15 (26 Wo.)SK | feat. MaLoY                          |
| 2008 | Could You, Would You, Should You 1 | — | — | — | CZ10 (6 Wo.)CZ | SK57 (5 Wo.)SK | feat. MaLoY                          |
| 2009 | Give! –                            | — | — | — | CZ22 (29 Wo.)CZ | SK29 (9 Wo.)SK | feat. MaLoY                          |
| 2013 | Bang Bang (Explode) –              | DE42 (5 Wo.)DE | AT33 (5 Wo.)AT | — | — | — | als DF&S feat. Ceresia & Ron Carroll |
| 2014 | All I Ever –                       | DE—DE | — | — | CZ88 (1 Wo.)CZ | — |                                      |

Weitere Singles
- 1999: Pizza
- 2000: On a Helium Trip
- 2001: Somebody
- 2001: Back in Town
- 2003: Music, Love & Money (Shaun Baker pres. A&B Brothers)
- 2003: Millions (als Jordan & Baker)
- 2003: Sex on the Streets (mit Marc van Linden)
- 2004: Be Free
- 2006: 1 (One)
- 2007: Hit Me Hard (feat. Jasmin Teutrine)
- 2007: Power
- 2010: Frontline
- 2011: Love Dis Sound (Shaun Baker pres. Raw’N’Holgerson)
- 2012: Northern Lights
- 2012: There’s Nothin I Won’t Do (feat. MaLoY)
- 2012: All That I Am (feat. Felix Schreiber)
- 2012: Love Music (feat. Carlprit)
- 2013: Click My Like (mit Erik Gold)
- 2013: Exploding Rhythm (feat. Yan Dollar)
- 2015: 2Horny
- 2016: Catch the Sunlight (Baker and Castle)
- 2022: Mein kleines Herz (Bam Bam) (mit Darius & Finlay & MartinBepunkt; #20 der deutschen Single-Trend-Charts am 18. März 2022[4])

### Singles als Gastmusiker
| Jahr | Titel Album                | Höchstplatzierung, Gesamtwochen, AuszeichnungChartplatzierungen (Jahr, Titel, Album, Platzierungen, Wochen, Auszeichnungen, Anmerkungen) | Höchstplatzierung, Gesamtwochen, AuszeichnungChartplatzierungen (Jahr, Titel, Album, Platzierungen, Wochen, Auszeichnungen, Anmerkungen) | Höchstplatzierung, Gesamtwochen, AuszeichnungChartplatzierungen (Jahr, Titel, Album, Platzierungen, Wochen, Auszeichnungen, Anmerkungen) | Höchstplatzierung, Gesamtwochen, AuszeichnungChartplatzierungen (Jahr, Titel, Album, Platzierungen, Wochen, Auszeichnungen, Anmerkungen) | Höchstplatzierung, Gesamtwochen, AuszeichnungChartplatzierungen (Jahr, Titel, Album, Platzierungen, Wochen, Auszeichnungen, Anmerkungen) | Anmerkungen                                                            |
| Jahr | Titel Album                | DE | AT | CH | CZ | SK | Anmerkungen                                                            |
| ---- | -------------------------- | --- | --- | --- | --- | --- | ---------------------------------------------------------------------- |
| 2009 | Sunshine 2009 –            | DE69 (7 Wo.)DE | — | — | — | — | Dance Nation vs. Shaun Baker                                           |
| 2010 | Zeigt mir 10 (Explode 3) – | DE58 (5 Wo.)DE | AT43 (5 Wo.)AT | — | — | — | Darius & Finlay feat. Shaun Baker, Vocals by Seaside Clubbers & Danzel |

Weitere Gastbeiträge
- 2002: Immortality (Seikos feat. Shaun Baker)
- 2003: Come Back (Seikos meets Baker)
- 2004: We Hate HipHop (Boo Selekta feat. Shaun Baker)
- 2004: Freestyle Fucker (Black Dildo feat. Shaun Baker)
- 2005: Worldwide (Clubbasse & The Baker)
- 2009: Blame It on the Summer (Bryce vs. Shaun Baker)
- 2011: Generation Fascination (Darius & Finlay feat. Shaun Baker)
- 2013: Pussy DJane (Guenta K. vs. Shaun Baker feat. Ski & Real Djanes)
- 2014: Heaven & Hell (Mike Candys vs. Shaun Baker feat. Evelyn)